# Hanns Studer
Hanns Studer (* 2. März 1920 in Basel; † 28. Oktober 2018 in Putbus) war ein Schweizer Zeichenlehrer, Maler, Holzschneider, Illustrator und Glasmaler. Sein Werk umfasst Zeichnungen, Malerei, Glasmalerei, Holzschnitte, Illustrationen, Keramik, Wandmalereien sowie Kunst am Bau.

## Leben und Werk
Hanns Studer absolvierte das Mathematisch-Naturwissenschaftliche Gymnasium in Basel. Nach der Matura liess er sich bis 1945 zum Zeichenlehrer an der Allgemeinen Gewerbeschule Basel ausbilden. Anschliessend unterrichtete er bis 1955 als Zeichenlehrer an der Sekundarschule. 
1948 ermöglichte ein eidgenössisches Kunststipendium Studer einen längeren Aufenthalt in der Bretagnen. Im gleichen Jahr trat er der Gruppe «XYLON» bei. 1975, 1978 und 1982 erschienen drei Xylon-Mappen, in denen Studer mit je einem Holzschnitt vertreten ist. Ab 1984 war er Präsident der Xylon International.
Von 1946 an sind zahlreiche bibliophile Bücher, Mappen, Hefte und Einblattdrucke mit meist mehrfarbigen Holzschnitten erschienen. Wandbilder in unterschiedlichen Techniken finden sich in Basel, Rheinfelden, Allschwil, Disentis, Lenzerheide, Sur En, in Keramik in Muttenz, Sissach, Allschwil, Riehen und Basel. Hanns Studer beschäftigte sich zudem schon 1946 mit Marionetten. So illustrierte er Marion und die Marionetten, ein Fragment von Max Frisch mit fünfzehn rotbraun gedruckten Holzschnitten im Text und einer schwarz gedruckten figürlichen Initiale. 1964 erschienen mit Holzschnitten Studers gleich sechs Drucke, in sechs verschiedenen Verlagen. 
1965 wurde Hanns Studer als Lehrer für Holzschnitt an die Allgemeine Gewerbeschule Basel gewählt. Von 1960 bis 1980 lebte er zeitweise in einem kleinen Maiensäss oberhalb Lenzerheide. In diesen Jahren entstanden bis zu 2000 Holzschnitte. Zudem schuf er in seinem Atelier in Sur En zahlreiche Entwürfe für farbige Fenster. Von 1993 an lebte er im Elsass in Durmenach, ab 1997 in Soultz und zuletzt auf der Insel Rügen.
Studers Glasscheiben finden sich heute in öffentlichen Räumen, besonders Kirchen, Spitälern und Heimen, u. a. in den Rathäusern von Basel und Liestal, in Kirchen von Lyss, in der Regulakirche (Chur), in Schiers und Allschwil sowie in Basel im Zwinglihaus, in der Lukaskirche, im Universitätsspital, Merian Iselin Spital und in Altersheimen. Zahlreiche Kabinettscheiben befinden sich in Privatbesitz. Zudem in Trin, Sent, Schüpfen, Weil am Rhein, Haltingen und Bad Krozingen.